# Mehdi Fonounizadeh
Mehdi Fonounizadeh (en persa: مهدی فنونی زاده‎; Teherán, Irán; 19 de mayo de 1962) es un exfutbolista de Irán que jugaba en la posición de centrocampista.

## Carrera

### Club
| Periodo   | Club                 |
| --------- | -------------------- |
| 1985–1988 | Niroo Zamini FC      |
| 1988–1990 | Daraei FC            |
| 1990–1992 | Esteghlal FC         |
| 1992–1994 | Bank Tejarat FC      |
| 1994–1995 | Fajr Sepah Tehran FC |
| 1995–1996 | Saipa FC             |
| 1996–1998 | PAS Teherán FC       |
| 1998–1999 | Bahman FC            |

### Selección nacional
Jugó para Irán en 41 ocasiones entre 1986 y 1994 anotando dos goles, participó en dos ediciones de la Copa Asiática y ganó la medalla de oro en los Juegos Asiáticos de 1990.

## Logros

### Club
- Liga de Campeones de la AFC: 1

1990/91

### Selección nacional
- Juegos Asiáticos: 1

1990
- Copa ECO: 1

1993

### Individual
- Tercer Lugar al Futbolista Asiático del Año en 1993.[2]